# Наудитская волость
Наудитская волость (латыш. Naudītes pagasts) — одна из территориальных единиц Добельского края.
Находится в районе Лиелауцских холмов Восточно-Курземской возвышенности и частично на Земгальской равнине Среднелатвийской низменности.
Граничит с Аннениекской, Аурской, Бенской, Ильской и Пенкульской волостями своего края.
Наиболее крупные населённые пункты Наудитской волости: Наудите (волостной центр), Апгулде, Лидуми.
По территории волости протекают реки: Сесава, Юглиня, Гардене.
Крупные водоёмы: озеро Апгулдес.
В волости расположен Покайнский лес.
Наивысшая точка: 116 м.
Национальный состав: 84,6 % — латыши, 5,7 % — белорусы, 3,3 % — украинцы, 3,1 % — русские, 1,7 % — литовцы, 1 % — поляки.
Протяжённость государственных дорог — 55 км, местных — 54 км.

## История
В XII веке на территории волости находились поселения земгалов, в XIII веке она находилась во владении Ливонского ордена, позднее входила в состав Курляндского герцогства и Курляндской губернии.
В 1930-е годы здесь работала крупная водяная мельница и 3 лесопилки. В 1935 году территория Наудитской волости составляла 120,4 км², на ней проживало 1550 человек.
После Второй мировой войны были организованы 4 колхоза, позднее вошедшие в состав совхоза «Наудите» (ликвидирован в начале 1990-х годов).
В 1945 году в Наудитской волости Елгавского уезда были образованы Наудитский и Упский сельские советы. В 1949 году произошла отмена волостного деления и Наудитский сельсовет входил в состав Добельского района.
В 1954 году к Наудитскому сельсовету была присоединена территория ликвидированных Слагунского и Упского сельсоветов. В 1958 и 1975 годах последовали ещё ряд обменов территориями с соседними сельсоветами.
В 1990 году Наудитский сельсовет был реорганизован в Наудитскую волость. В 2009 году, по окончании латвийской административно-территориальной реформы, Наудитская волость вошла в состав Добельского края.
В 2007 году в волости находилось 4 экономически активных предприятия, Апгулдская профессиональная средняя школа, Наудитская основная школа, 2 библиотеки, 2 фельдшерских пункта, 2 почтовых отделения.